# العلاقات الفنزويلية الفيجية
العلاقات الفنزويلية الفيجية هي العلاقات الثنائية التي تجمع بين فنزويلا وفيجي.

## مقارنة بين البلدين
هذه مقارنة عامة ومرجعية للدولتين:
| وجه المقارنة                                              | فنزويلا                                  | فيجي                                                                 |
| --------------------------------------------------------- | ---------------------------------------- | -------------------------------------------------------------------- |
| المساحة (كم2)                                             | 916.45 ألف                               | 18.27 ألف                                                            |
| عدد السكان (نسمة)                                         | 28.87 مليون                              | 915.30 ألف                                                           |
| الكثافة السكانية (ن./كم²)                                 | 31.5                                     | 50.1                                                                 |
| العاصمة                                                   | كاراكاس                                  | سوفا                                                                 |
| اللغة الرسمية                                             | اللغة الإسبانية، لغة الإشارة الفنزويلية ‏ | لغة إنجليزية، اللغة الفيجية، اللغة الفيجي الهندية، اللغة الهندستانية |
| العملة                                                    | بوليفار فنزويلي                          | دولار فيجي                                                           |
| الناتج المحلي الإجمالي (بليون دولار)                      | 482.36 مليار                             | 5.06 مليار                                                           |
| الناتج المحلي الإجمالي (تعادل القوة الشرائية) بليون دولار |                                          | 8.32 مليار                                                           |
| الناتج المحلي الإجمالي الاسمي للفرد دولار أمريكي          |                                          | 4.96 ألف                                                             |
| الناتج المحلي الإجمالي للفرد دولار أمريكي                 |                                          | 8.79 ألف                                                             |
| مؤشر التنمية البشرية                                      | 0.762                                    | 0.727                                                                |
| رمز المكالمات الدولي                                      | +58                                      | +679                                                                 |
| رمز الإنترنت                                              | .ve                                      | .fj                                                                  |
| المنطقة الزمنية                                           | 00                                       | ت ع م+12:00                                                          |

## منظمات دولية مشتركة
يشترك البلدان في عضوية مجموعة من المنظمات الدولية، منها:
| علم المنظمة | اسم المنظمة                        | تاريخ انضمام فنزويلا | تاريخ انضمام فيجي |
| ----------- | ---------------------------------- | -------------------- | ----------------- |
|             | المنظمة الهيدروغرافية الدولية      | ?                    | ?                 |
|             | البنك الدولي للإنشاء والتعمير      | 30 ديسمبر 1946       | 28 مايو 1971      |
|             | يونسكو                             | 25 نوفمبر 1946       | 14 يوليو 1983     |
|             | منظمة التجارة العالمية             | ?                    | ?                 |
|             | وكالة ضمان الاستثمار متعدد الأطراف | 9 مايو 1994          | 24 سبتمبر 1990    |
|             | الاتحاد البريدي العالمي            | ?                    | ?                 |
|             | الاتحاد الدولي للاتصالات           | 13 أغسطس 1920        | 5 مايو 1971       |
|             | مؤسسة التمويل الدولية              | 28 ديسمبر 1956       | 12 يوليو 1979     |
|             | منظمة الشرطة الجنائية الدولية      | ?                    | ?                 |
|             | الأمم المتحدة                      | 15 نوفمبر 1945       | 13 أكتوبر 1970    |
|             | منظمة حظر الأسلحة الكيميائية       | ?                    | ?                 |

## وصلات خارجية
- موقع وزارة الخارجية الفنزويلية
- موقع وزارة الخارجية الفيجية